# Josselyn's Wife
Josselyn's Wife er en amerikansk stumfilm fra 1919 af Howard C. Hickman.

## Medvirkende
- Bessie Barriscale som Ellen Latimer Josselyn
- Nigel Barrie som Gibbs Josselyn
- Kathleen Kirkham som Lillian Josselyn
- Joseph J. Dowling
- Ben Alexander som Tommy Josselyn